# Сенонский надъярус
Сенонский надъярус (Сенон, от Senones — латинское названия г. Санс во Франции) — стратиграфическое подразделение верхнего отдела меловой системы.
Выделен в 1842 французским геологом Альсидом д’Орбиньи в качестве яруса. Впоследствии отложения, соответствующие сенону, подразделены на коньякский ярус, сантонский ярус, кампанский ярус и маастрихтский ярус; термин «сенонский ярус» приобрёл значение надъяруса.
Породы сенонского надъяруса залегают на породах сеноманского яруса со стратиграфическим несогласим (так как из разреза выпадают отложения туронского яруса). Сложены крупнозернистыми песчаниками с прослоями аргилитов и мергелей. Общая мощность отложений яруса составляет 600 метров.
1. ↑  Latest version of international chronostratigraphic chart (англ.). International Commission on Stratigraphy. Дата обращения: 3 января 2025.